# Lichtspielhaus (Album)
Lichtspielhaus ist ein Videoalbum der deutschen Metal-Band Rammstein. Es wurde am 1. Dezember 2003 über das Label Motor Music veröffentlicht. Von der FSK ist das Album ab 16 Jahren freigegeben.

## Inhalt
Das Menü der DVD wurde aufwendig hergestellt und gilt als hollywoodartig. Nach dem Einlegen startet die von Live aus Berlin bekannte Motor-Music-Reklame. Danach startet das Menü nicht sofort, sondern man befindet sich außerhalb des Lichtspielhauses (Kino). Allmählich fliegt man förmlich in das Kino, wo sich das Menü dann langsam aufbaut. Auf der DVD sind alle, bis zum Erscheinen der DVD, erschienenen Videos enthalten, des Weiteren TV-Trailer von Singles und Alben und ein umfangreiches Interview. In Achtung Blitzkrieg! wurden verschiedene TV-Interviews mit und über Rammstein zusammengeschnitten. Darunter ist auch der Ausraster von Campino (Die Toten Hosen). Er sagte wörtlich:

„Die Amis mögen Unterhaltung. Und die mögen auch David Copperfield und Siegfried & Roy! Und insofern, wenn da so ein „Siegfried & Roy“-mäßiger Futzi kommt und ein bisschen Feuer macht, ist das was tolles.“

## Illustration
Das Albumcover zeigt ein graues Gebäude, das die Henrichshütte in Hattingen darstellt, an dessen Wand das Logo von Rammstein zu sehen ist, der Himmel darüber ist rot. Auf dem Gebäude stehen ebenfalls die Schriftzüge Rammstein und Lichtspielhaus.

## Erfolg
Die DVD stieg in der 51. Kalenderwoche des Jahres 2003 auf Platz 25 in die deutschen Charts ein und hielt sich 9 Wochen in den Top 100. In Deutschland erreichte die DVD Platin. Das bedeutet, Lichtspielhaus wurde über 50.000 Mal in Deutschland verkauft. Mit über 3.000 verkauften Exemplaren in der Schweiz reichte es dort für eine Goldene Schallplatte.

## Daten

### Videos
Vor den Videos wird der Titel des Songs und das Erscheinungsjahr gezeigt. Es läuft durch Rollen, die das Innere einer Kamera zeigen
- Du riechst so gut – 4:00 (Regie: Emanuel Fialik)
- Seemann – 4:15 (Laszlo Kadar)
- Rammstein – 4:28 (Emanuel Fialik)
- Engel – 4:24 (Hannes Rossacher und Norbert Heitker)
- Du hast – 3:54 (Philipp Stölzl)
- Du riechst so gut ′98 – 4:23 (Philipp Stölzl)
- Stripped – 3:55 (Philipp Stölzl)
- Sonne – 3:58 (Joern Heitmann)
- Links 2-3-4 – 3:34 (Zoran Bihać)
- Ich will – 4:05 (Joern Heitmann)
- Mutter – 3:46 (Joern Heitmann)
- Feuer frei! – 3:08 (Rob Cohen)

### In-concert Highlights
Vor den In-concert Highlights wird der Titel (wenn die Veranstaltung einen Titel trägt), der Ort der Veranstaltung inkl. Land und das Auftrittsjahr gezeigt. Es läuft durch Rollen, die das Innere einer Kamera zeigen
„100 Jahre Rammstein“ (Arena Treptow) – Berlin (27. September 1996)
- Herzeleid – 4:02
- Seemann – 5:31

Philipshalle – Düsseldorf (23. Oktober 1997)
- Spiel mit mir – 4:29

Rock-am-Ring-Festival – Adenau (31. Mai 1998)
- Heirate mich – 6:17
- Du hast – 4:39

„Live aus Berlin“ (Parkbühne Wuhlheide) – Berlin (22. + 23. August 1998)
- Sehnsucht (new edit) – 4:13

Big-Day-Out-Festival – Sydney (26. Januar 2001)
- Weisses Fleisch – 4:37
- Asche zu Asche – 3:35

Velodrom – Berlin (18. Mai 2001)
- Ich will – 3:56
- Links 2-3-4 – 4:47

### Making of the Videos
- Du hast – 15:58
- Du riechst so gut ′98 – 6:55
- Sonne – 22:56
- Links 2-3-4 – 10:11
- Ich will – 19:54

### TV-Trailer inkl. Interviews
- Achtung Blitzkrieg! – 9:13
- Du hast – 0:20
- Links 2-3-4 – 0:30
- Mutter – 0:30

## Auszeichnungen für Musikverkäufe
| Land/Region                  | Auszeichnungen für Musikverkäufe (Land/Region, Auszeichnung, Verkäufe) | Verkäufe |
| ---------------------------- | ---------------------------------------------------------------------- | -------- |
| Argentinien (CAPIF)          | Platin                                                                 | 8.000    |
| Deutschland (BVMI)           | Platin                                                                 | 50.000   |
| Frankreich (SNEP)            | Gold                                                                   | 7.500    |
| Mexiko (AMPROFON)            | Gold                                                                   | 10.000   |
| Neuseeland (RMNZ)            | Platin                                                                 | 5.000    |
| Schweiz (IFPI)               | Gold                                                                   | 3.000    |
| Vereinigtes Königreich (BPI) | Gold                                                                   | 25.000   |
| Insgesamt                    | 4× Gold · 3× Platin ·                                                  | 108.500  |

Hauptartikel: Rammstein/Auszeichnungen für Musikverkäufe